# Dariénsolitärtrast
Dariénsolitärtrast (Myadestes coloratus) är en fågel i familjen trastar inom ordningen tättingar.

## Utseende och läte
Dariénsolitärtrasten är en medelstor trast med grått på huvud och undersida, svart ansikte och brun rygg. Näbben är orange, liksom benen. Könen är lika. Sången är flöjtlik med ringande toner på olika tonhöjder.

## Utbredning och systematik
Fågeln förekommer i höglänta områden i östligaste Panama (Darién) och närliggande nordvästra Colombia. Den behandlas som monotypisk, det vill säga att den inte delas in i några underarter.

## Levnadssätt
Dariénsolitärtrasten hittas i bergsbelägen molnskog på mellan 900 och 1500 meters höjd. Troligast får man syn på den i närheten av ett fruktbärande träd.

## Status
Fågeln har ett begränsat utbredningsområde. Större delen av beståndet tros vara stabilt, men i delar av utbredningsområdet tros skogsavverkningar påverka populationen negativt. IUCN kategoriserar arten som nära hotad. Världspopulationen uppskattas till mellan 20 000 och 50 000 vuxna individer.